# 橘裕
橘裕（1962年12月28日—），日本漫畫家。

## 作品
- 妖氣嘉年華、全1冊、原名
- 帥哥吸血鬼、全10冊、原名《もしかしてヴァンプ（日语：もしかしてヴァンプ）》
- 戀愛咒文、全1冊、原名
- 熱情舞步、全1冊、原名
- 冬之牙、全1冊、原名
- 時光聖獸、全2冊、原名
- 人形師之夜、全6冊、原名《人形師の夜（日语：人形師の夜）》
- 狗狗小超人、1冊待續、原名
- 精靈魔法使、全1冊、原名《フェアリー・マスター（日语：フェアリー・マスター）》
- 、全1冊、原名
- HONEY妳是閃亮一顆星、全9冊、原名
- 鏘! 鏘! 鏘!、全8冊、原名
- 主人與我、全1冊、原名
- 桃子的戀愛守則、全1冊、原名
- 也許是愛吧 、全4冊、原名
- 我家波奇這麼說 、7冊待續、原名《うちのポチの言うことには（日语：うちのポチの言うことには）》、日文版8冊待續 <2014年6月7日預定販售>